# 憤怒的小鳥Go!
《憤怒的小鳥Go!》，是芬蘭Rovio公司推出的一款卡丁車賽車遊戲，為《憤怒的小鳥》電子遊戲系列的第一款卡丁車賽車遊戲。《愤怒的小鸟GO！》也是Rovio首个免费的“愤怒的小鸟”游戏，亦是Rovio旗下第一个有着3D视觉效果的游戏，遊戲是與紅牛的賽車手機遊戲合作，並已於2013年12月11日发售。遊戲與孩之寶Telepods和積木玩具兼容，可讓玩家召喚特定卡丁車。遊戲的賽道位於3D小豬島。卡丁車可以升級，每個人物都有特殊能力。2019年12月，本遊戲從App Store及Google Play下架。

## 比赛类型
單人遊戲：
- 竞速模式
- 计时模式
- 粉碎水果模式/切水果模式
- 对决模式/VS模式（2.0改版後變成與BOSS對抗）
- Jenga模式
- 錦標賽
- 每日賽事

多人遊戲：
- 個人多人遊戲（2.0改版後刪除）
- 團體多人遊戲（2.0改版後刪除）
- 派對模式

## 发展
《愤怒的小鸟GO！》是一个同时发布于四大智能手机操作平台的应用程序之一。此应用程序支持登入Rovio帐户，以便用户可以在相同的操作系统的不同设备之间进行同步。

## 爭議
2013年11月26日，《憤怒鳥GO！》雖然在澳洲和紐西蘭區的App Store進行測試，但是遊戲大量的內購項目遭到吐槽，英國遊戲網站Pocket Gamer搶先試玩遊戲，覺得《憤怒鳥GO！》大量的內購項目已經影響到遊戲體驗。例如加速功能只能免費使用一次，若想繼續使用，得必須付費。另外，小鳥賽車後會感到疲倦，同樣需要使用付費道具才能恢復活力。解鎖關卡要錢，購買車輛要錢，升級汽車排氣量也要錢。更誇張的是，一輛Big Bang特別版卡丁車竟然要價99.99美元。
2016年6月30日，該遊戲進行2.0版本改版，除了更新介面外，玩家們在2.0改版前所解鎖的小鳥、車輛還有遊戲進度都會被重置（金幣和鑽石不會歸0）。但是卻引起許多國外玩家不滿。更誇張的是，Rovio之前為了向已故車手艾爾頓·冼拿致敬而推出的洗拿鳥也在該版本中遭到刪除，但是Rovio卻從來沒有說過洗拿鳥是限時人物。也讓玩家們有一種被Rovio欺騙的感覺。

## 評價
《憤怒鳥GO！》獲得了IGN5.0分的評價。評論者Kallie Plagge雖然稱讚了遊戲的畫面很棒、玩起來輕鬆有趣。但他也批評遊戲大量的內購項目、賽道太少還有重複性太高的問題毀掉了這個遊戲。